# Odostomia
Genre
Synonymes
- sous-genre Eulimella (Evalina) Dall & Bartsch, 1904[2]
- genre Odontostoma Philippi, 1853[2]
- genre Odontostomia Jeffreys, 1839[2]
- sous-genre Odostomia (Cyclodostomia) Sacco, 1892[2]
- sous-genre Odostomia (Evalina) Dall & Bartsch, 1904[2]
- sous-genre Odostomia (Odostomia) J. Fleming, 1813[2]
- sous-genre Odostomia (Pyramistomia) Cossmann, 1921[2]
- genre Ptychostomon Locard, 1886[2]

Odostomia est un genre de mollusques gastéropodes de la famille des Pyramidellidae.

## Liste d'espèces
Selon World Register of Marine Species (5 décembre 2018) :
- Odostomia aartseni Nofroni, 1988
- Odostomia achatinella A. Adams, 1860
- Odostomia acrybia Dall & Bartsch, 1909
- Odostomia acuta Jeffreys, 1848
- Odostomia acutangula Suter, 1908
- Odostomia acutidens Dall, 1884
- Odostomia aequisculpta Carpenter, 1864
- Odostomia aethra Bartsch, 1915
- Odostomia albuquerqueae Peñas, Rolán & Swinnen, 2014
- Odostomia aleutica Dall & Bartsch, 1909
- Odostomia alia Peñas & Rolán, 1999
- Odostomia aliquanta Peñas & Rolán, 1999
- Odostomia altina Dall & Bartsch, 1909
- Odostomia amanda Garrett, 1863
- Odostomia amava T. Oldroyd, 1925 †
- Odostomia americana Dall & Bartsch, 1904
- Odostomia amianta Dall & Bartsch, 1907
- Odostomia amilda Dall & Bartsch, 1909
- Odostomia anabathmis Melvill, 1910
- Odostomia ancisa (Marwick, 1931) †
- Odostomia andamanensis (Preston, 1908)
- Odostomia angularis Dall & Bartsch, 1907
- Odostomia antelia Melvill, 1896
- Odostomia anxia Hedley, 1909
- Odostomia aomori Nomura, 1938
- Odostomia apexdemissus Peñas, Rolán & Swinnen, 2014
- Odostomia arowhana (Marwick, 1931) †
- Odostomia aspera Nomura, 1938
- Odostomia astricta Dall & Bartsch, 1907
- Odostomia ata Bartsch, 1926
- Odostomia atossa Dall, 1908
- Odostomia aucklandica Laws, 1939
- Odostomia audax Baker, Hanna & A. M. Strong, 1928
- Odostomia avellana Carpenter, 1864
- Odostomia awatumida Laws, 1939 †
- Odostomia ayukawaensis Nomura, 1938
- Odostomia azteca A. M. Strong & Hertlein, 1939
- Odostomia babylonica Winckworth, 1940
- Odostomia bachia Bartsch, 1927
- Odostomia baldridgeae Bartsch, 1912
- Odostomia baranoffensis Dall & Bartsch, 1909
- Odostomia barkleyensis Dall & Bartsch, 1910
- Odostomia barnardi van Aartsen & Corgan, 1996
- Odostomia bartrumi Laws, 1940 †
- Odostomia becki W. H. Turton, 1933
- Odostomia bentenzimana Nomura, 1937
- Odostomia benthina Dall & Bartsch, 1909
- Odostomia beringi Dall, 1871
- Odostomia bernardi van Aartsen, Gittenberger & Goud, 1998
- Odostomia biangulata Laws, 1939 †
- Odostomia biformis Saurin, 1962
- Odostomia bismichaelis Sacco, 1892
- Odostomia bissagosensis Peñas, Rolán & Swinnen, 2014
- Odostomia boermani van Aartsen, Gittenberger & Goud, 1998
- Odostomia boutani Dautzenberg & Fischer, 1907
- Odostomia brandhorsti van Aartsen, Gittenberger & Goud, 1998
- Odostomia bruneri A. E. Verrill, 1882
- Odostomia bulbula Hedley, 1907
- Odostomia bulimulus Monterosato, 1874
- Odostomia bullata Nomura, 1937
- Odostomia bullula Gould, 1861
- Odostomia buzzurroi Peñas & Rolán, 1999
- Odostomia calcarella Bartsch, 1912
- Odostomia californica Dall & Bartsch, 1909
- Odostomia callimene Bartsch, 1912
- Odostomia callimorpha Dall & Bartsch, 1909
- Odostomia calliope Bartsch, 1912
- Odostomia callipyrga Dall & Bartsch, 1904
- Odostomia cana A. Adams, 1860
- Odostomia canfieldi Dall, 1908
- Odostomia capa Bartsch, 1926
- Odostomia capensis Thiele, 1925
- Odostomia capitana Dall & Bartsch, 1909
- Odostomia carinata H. Adams, 1873
- Odostomia cassandra Bartsch, 1912
- Odostomia castanea Habe, 1961
- Odostomia castlecliffensis Laws, 1939 †
- Odostomia catalinensis Bartsch, 1927
- Odostomia chamorum Saurin, 1958
- Odostomia chariclea Melvill, 1910
- Odostomia chattonensis Laws, 1939 †
- Odostomia chilensis Dall & Bartsch, 1909
- Odostomia chilkaensis Preston, 1914
- Odostomia chinooki Bartsch, 1927
- Odostomia chitonicola E. A. Smith, 1899
- Odostomia chordata Suter, 1908
- Odostomia churchi Smith & Gordon, 1948
- Odostomia ciguatonis A. M. Strong, 1949
- Odostomia cionelloides Clessin, 1902
- Odostomia circumcordata Peñas, Rolán & Swinnen, 2014
- Odostomia citrina de Folin, 1869
- Odostomia civitella T. Oldroyd, 1925 †
- Odostomia clara Brazier, 1877
- Odostomia clathratula (C. B. Adams, 1852)
- Odostomia clausiliformis Carpenter, 1857
- Odostomia clavulina P. Fischer, 1877
- Odostomia clementensis Bartsch, 1927
- Odostomia clementina Dall & Bartsch, 1909
- Odostomia clessini Dall & Bartsch, 1909
- Odostomia collea Bartsch, 1926
- Odostomia columbiana Dall & Bartsch, 1907
- Odostomia communis (C. B. Adams, 1852)
- Odostomia contabulata (Mörch, 1860)
- Odostomia contracta Dautzenberg & Fischer, 1907
- Odostomia contrerasi Baker, Hanna & A. M. Strong, 1928
- Odostomia cookeana Bartsch, 1910
- Odostomia corintoensis Hertlein & A. M. Strong, 1951
- Odostomia corpulenta R. B. Watson, 1886
- Odostomia corpulentoides Dell, 1956
- Odostomia costaricensis Hertlein & A. M. Strong, 1951
- Odostomia cotuhensis van Aartsen & Wesselingh, 2000 †
- Odostomia crassicollosa Nomura, 1937
- Odostomia crassicostata May, 1915
- Odostomia crassiplicata Nomura, 1936
- Odostomia crispa (G. B. Sowerby III, 1892)
- Odostomia cryptodon Suter, 1908
- Odostomia crystallina Garrett, 1873
- Odostomia culta Dall & Bartsch, 1906
- Odostomia cumshewaensis Bartsch, 1921
- Odostomia cypria Dall & Bartsch, 1912
- Odostomia dalsumi van Aartsen, Gittenberger & Goud, 1998
- Odostomia daruma Nomura, 1938
- Odostomia dealbata (Stimpson, 1851)
- Odostomia deceptrix Dall & Bartsch, 1909
- Odostomia decouxi Saurin, 1959
- Odostomia defolinia Dall & Bartsch, 1909
- Odostomia delicatula Carpenter, 1864
- Odostomia deliciosa Dall & Bartsch, 1907
- Odostomia deplexa (Tate & May, 1900)
- Odostomia desimana Dall & Bartsch, 1906
- Odostomia desuefacta Peñas & Rolán, 1999
- Odostomia dicella Bartsch, 1912
- Odostomia didyma (Verrill & Bush, 1900)
- Odostomia digitulus Peñas & Rolán, 1999
- Odostomia dijkhuizeni van Aartsen, Gittenberger & Goud, 1998
- Odostomia dilecta Nomura, 1937
- Odostomia dinella Dall & Bartsch, 1909
- Odostomia disparilis A. E. Verrill, 1884
- Odostomia donilla Dall & Bartsch, 1909
- Odostomia dorica Melvill, 1904
- Odostomia dusiensis Nomura, 1937
- Odostomia duureni van Aartsen, Gittenberger & Goud, 1998
- Odostomia dyma van Aartsen & Corgan, 1996
- Odostomia eburnea Angas, 1878
- Odostomia edmondi Jordan, 1920
- Odostomia effusa Carpenter, 1857
- Odostomia elata A. Adams, 1860
- Odostomia eldorana Bartsch, 1912
- Odostomia elsa Dall & Bartsch, 1909
- Odostomia engbergi Bartsch, 1920
- Odostomia enora Dall & Bartsch, 1909
- Odostomia enosimensis Nomura, 1938
- Odostomia era Bartsch, 1927
- Odostomia eremita Peñas & Rolán, 1999
- Odostomia eronea Nomura, 1937
- Odostomia eruca Laseron, 1959
- Odostomia esilda Dall & Bartsch, 1909
- Odostomia eugena Dall & Bartsch, 1909
- Odostomia euglypta Jordan, 1920
- Odostomia exara Dall & Bartsch, 1907
- Odostomia exarata Carpenter, 1857
- Odostomia excelsa Dall & Bartsch, 1909
- Odostomia excisa Bartsch, 1912
- Odostomia exiguita Nomura, 1937
- Odostomia exilis Garrett, 1873
- Odostomia exiliter Peñas, Rolán & Swinnen, 2014
- Odostomia extenuata Peñas & Rolán, 1999
- Odostomia eyerdami Bartsch, 1927
- Odostomia farallonensis Dall & Bartsch, 1909
- Odostomia farma Dall & Bartsch, 1909
- Odostomia fasciata Carpenter, 1857
- Odostomia fauroti Jousseaume, 1888
- Odostomia fehrae van Aartsen, Gittenberger & Goud, 1998
- Odostomia fetella Dall & Bartsch, 1909
- Odostomia fia Bartsch, 1927
- Odostomia franciscana Bartsch, 1917
- Odostomia francoi Peñas & Rolán, 1999
- Odostomia franki Peñas & Rolán, 1999
- Odostomia fujitanii Yokoyama, 1927
- Odostomia funiculustriata Peñas & Rolán, 1999
- Odostomia gabrielensis Baker, Hanna & A. M. Strong, 1928
- Odostomia galapagensis Dall & Bartsch, 1909
- Odostomia gallegosiana Hertlein & A. M. Strong, 1951
- Odostomia garcerii Saurin, 1959
- Odostomia geoffreyi Laws, 1939
- Odostomia gittenbergeri van Aartsen & Corgan, 1996
- Odostomia glabra Clessin, 1902
- Odostomia glaphyra E. A. Smith, 1890
- Odostomia gloriosa Bartsch, 1912
- Odostomia gomezi Peñas, Rolán & Swinnen, 2014
- Odostomia goniostoma A. Adams, 1860
- Odostomia gorensis Laws, 1939 †
- Odostomia gouldii Carpenter, 1864
- Odostomia gracilientis (Keep, 1887)
- Odostomia gradusuturae Peñas & Rolán, 1999
- Odostomia grammatospira Dall & Bartsch, 1903
- Odostomia granadensis Dall & Bartsch, 1909
- Odostomia graviapicalis Laws, 1939 †
- Odostomia gravida Gould, 1853
- Odostomia grijalvae Baker, Hanna & A. M. Strong, 1928
- Odostomia grippiana Bartsch, 1912
- Odostomia guatulcoensis Hertlein & A. M. Strong, 1951
- Odostomia gulicki Pilsbry, 1918
- Odostomia hagemeisteri Dall & Bartsch, 1909
- Odostomia harfordensis Dall & Bartsch, 1907
- Odostomia harukoae Nomura, 1938
- Odostomia harveyi van Aartsen & S. M. Smith, 1996
- Odostomia haurakiensis Laws, 1939
- Odostomia heathi A. G. Smith & Gordon, 1948
- Odostomia helena Bartsch, 1912
- Odostomia helga Dall & Bartsch, 1909
- Odostomia hemphilli Dall & Bartsch, 1909
- Odostomia hendersoni Bartsch, 1909
- Odostomia herilda Dall & Bartsch, 1909
- Odostomia herrerae Baker, Hanna & A. M. Strong, 1928
- Odostomia hertleini A. M. Strong, 1938
- Odostomia heterocincta Bartsch, 1912
- Odostomia hierroensis Peñas & Rolán, 1999
- Odostomia hilgendorfi Clessin, 1900
- Odostomia hipolitensis Dall & Bartsch, 1909
- Odostomia hirotamurana Nomura, 1938
- Odostomia honis Saurin, 1959
- Odostomia hyalina A. Adams, 1860
- Odostomia hyalinella Kuroda & Habe, 1952
- Odostomia hypatia Dall & Bartsch, 1912
- Odostomia hyphala R. B. Watson, 1886
- Odostomia icafra Bartch, 1915
- Odostomia iliuliukensis Dall & Bartsch, 1909
- Odostomia improbabilis Oberling, 1970
- Odostomia incidata Suter, 1908
- Odostomia inconspicua (C. B. Adams, 1852)
- Odostomia inflata Carpenter, 1864
- Odostomia infrequens (Nomura, 1937)
- Odostomia intermedia (Carpenter, 1857)
- Odostomia iota Maxwell, 1992 †
- Odostomia irafca Bartsch, 1915
- Odostomia isthmiea A. M. Strong & Hertlein, 1939
- Odostomia italoi Peñas & Rolán, 1999
- Odostomia jacquesi Peñas & Rolán, 1999
- Odostomia jonesii Verrill & Bush, 1900
- Odostomia kadiakensis Dall & Bartsch, 1909
- Odostomia kelseyi Bartsch, 1912
- Odostomia kennerleyi Dall & Bartsch, 1907
- Odostomia kergueleae van Aartsen & Corgan, 1996
- Odostomia khanhoana Saurin, 1959
- Odostomia killisnooensis Dall & Bartsch, 1909
- Odostomia kotorana Nomura, 1937
- Odostomia krausei Clessin, 1900
- Odostomia kromi van Aartsen, Menkhorst & Gittenberger, 1984
- Odostomia kuiperi van Aartsen, Gittenberger & Goud, 1998
- Odostomia laevigata (d'Orbigny, 1841)
- Odostomia laicismorum Peñas, Rolán & Swinnen, 2014
- Odostomia lapazana Dall & Bartsch, 1909
- Odostomia lastra Dall & Bartsch, 1909
- Odostomia lavertinae E. A. Smith, 1901
- Odostomia leopardis Laseron, 1951
- Odostomia lesuroiti Peñas & Rolán, 1999
- Odostomia licina Dall & Bartsch, 1909
- Odostomia limhaughi Hertlein & Allison, 1968
- Odostomia limpida Dall & Bartsch, 1906
- Odostomia litiopina Melvill & Standen, 1901
- Odostomia loomisi Dall & Bartsch, 1909
- Odostomia lorellae Micali, 1987
- Odostomia lorioli (Hornung & Mermod, 1924)
- Odostomia loxocephala Pilsbry, 1918
- Odostomia lubrica Verrill & Bush, 1900
- Odostomia lucasana Dall & Bartsch, 1909
- Odostomia lukisii Jeffreys, 1859
- Odostomia mabutii Nomura, 1938
- Odostomia maccullochi Hedley, 1909
- Odostomia madeirensis Peñas, Rolán & Swinnen, 2014
- Odostomia magnumos Saurin, 1962
- Odostomia mahoenuica Laws, 1939 †
- Odostomia major Melvill & Standen, 1901
- Odostomia mammillata Carpenter, 1857
- Odostomia manukauensis Laws, 1939
- Odostomia mara Bartsch, 1926
- Odostomia margarita Pilsbry, 1918
- Odostomia marginata (C. B. Adams, 1852)
- Odostomia martinensis A. M. Strong, 1938
- Odostomia matsusimana Nomura, 1936
- Odostomia mauritiana Dall & Bartsch, 1906
- Odostomia megerlei (Locard, 1886)
- Odostomia meijeri van Aartsen, Gittenberger & Goud, 1998
- Odostomia melitta Bartsch, 1924
- Odostomia mera Laseron, 1959
- Odostomia mesomorpha Schander, 1994
- Odostomia metcalfei Pritchard & Gatliff, 1900
- Odostomia microeques Rolán & Templado, 1999
- Odostomia microlinea Laseron, 1951
- Odostomia micrometrica Peñas & Rolán, 1999
- Odostomia minormirabilis Peñas, Rolán & Swinnen, 2014
- Odostomia minutissima Dall & Bartsch, 1909
- Odostomia monodon (Requien, 1848)
- Odostomia moratora Dall & Bartsch, 1909
- Odostomia movilla Dall & Bartsch, 1909
- Odostomia muelleri Clessin, 1900
- Odostomia murdochi Suter, 1913
- Odostomia nana A. Adams, 1860
- Odostomia nardoi Brusina, 1869
- Odostomia natata Peñas & Rolán, 1999
- Odostomia natukoae Nomura, 1938
- Odostomia navarettei Baker, Hanna & A. M. Strong, 1928
- Odostomia neglecta A. Adams, 1860
- Odostomia nemo Dall & Bartsch, 1909
- Odostomia nicoyana Hertlein & A. M. Strong, 1951
- Odostomia nivea A. Adams, 1860
- Odostomia nodosa Carpenter, 1857
- Odostomia nota Dall & Bartsch, 1909
- Odostomia nova Castellanos, 1982
- Odostomia nuciformis Carpenter, 1864
- Odostomia nunivakensis Dall & Bartsch, 1909
- Odostomia nuttalli van Aartsen & Wesselingh, 2000 †
- Odostomia obesula A. Adams, 1860
- Odostomia oblongella Corgan, 1970
- Odostomia oblongula J. T. Marshall, 1895
- Odostomia obstinata Laws, 1939 †
- Odostomia occultidens May, 1915
- Odostomia odostomella Peñas & Rolán, 1999
- Odostomia olssoni Bartsch, 1924
- Odostomia omphaloessa R. B. Watson, 1897
- Odostomia oonisca Dall & Bartsch, 1909
- Odostomia optata Yokoyama, 1920
- Odostomia oregonensis Dall & Bartsch, 1907
- Odostomia ornatissima (Haas, 1943)
- Odostomia oryza Garrett, 1873
- Odostomia ototarana Laws, 1939 †
- Odostomia ovata (Thiele, 1912)
- Odostomia ovata Carpenter, 1857
- Odostomia ovoidea A. Adams, 1860
- Odostomia oxia R. B. Watson, 1886
- Odostomia oyasiwo Nomura, 1939
- Odostomia paardekooperi van Aartsen, Gittenberger & Goud, 1998
- Odostomia pacha Bartsch, 1926
- Odostomia pallidior Nomura, 1937
- Odostomia palmeri Bartsch, 1912
- Odostomia panamensis Clessin, 1900
- Odostomia parella Dall & Bartsch, 1909
- Odostomia parodontosis Schander, 1994
- Odostomia parvacutangula Laws, 1939
- Odostomia paulhenrii Peñas & Rolán, 1999
- Odostomia paupercula (C. B. Adams, 1852)
- Odostomia pedica Laws, 1939
- Odostomia pedroana Dall & Bartsch, 1909
- Odostomia perspicua Thiele, 1930
- Odostomia pervaga Laws, 1939
- Odostomia pesa Dall & Bartsch, 1909
- Odostomia petterdi (Gatliff, 1900)
- Odostomia pfeifferi Preston, 1908
- Odostomia phanella Dall & Bartsch, 1909
- Odostomia pharcida Dall & Bartsch, 1907
- Odostomia photis Carpenter, 1857
- Odostomia pilsbryi Dall & Bartsch, 1904
- Odostomia plicata (Montagu, 1803)
- Odostomia pocahontasae Henderson & Bartsch, 1914
- Odostomia polita Pease, 1868
- Odostomia porteri Baker, Hanna & A. M. Strong, 1928
- Odostomia pratoma Dall & Bartsch, 1909
- Odostomia principalis Peñas, Rolán & Swinnen, 2014
- Odostomia prinsi van Aartsen, Gittenberger & Goud, 1998
- Odostomia producta A. Adams, 1860
- Odostomia profundicola Dall & Bartsch, 1909
- Odostomia profundiperforata Nomura, 1937
- Odostomia promeces Dall & Bartsch, 1909
- Odostomia prona Peñas & Rolán, 1999
- Odostomia proxima (de Folin, 1872)
- Odostomia pruinosa A. Adams, 1860
- Odostomia pseudoplicata Dautzenberg & Fischer, 1907
- Odostomia pudica Suter, 1908
- Odostomia puelchana Castellanos, 1982
- Odostomia pulchra (de Folin, 1872)
- Odostomia pupa A. Adams, 1860
- Odostomia pygmaea A. Adams, 1860
- Odostomia pyxidata Schander, 1994
- Odostomia quadrae Dall & Bartsch, 1910
- Odostomia quilla Bartsch, 1926
- Odostomia recta (de Folin, 1872)
- Odostomia recta Laseron, 1959
- Odostomia reedi Bartsch, 1928
- Odostomia reigeni Carpenter, 1857
- Odostomia resina Dall & Bartsch, 1909
- Odostomia restii Peñas & Rolán, 1999
- Odostomia richi Dall & Bartsch, 1909
- Odostomia rinella Dall & Bartsch, 1909
- Odostomia rissoiformis Milaschewitsch, 1909
- Odostomia ritteri Dall & Bartsch, 1909
- Odostomia romburghi van Aartsen, Gittenberger & Goud, 1998
- Odostomia rosacea Pease, 1868
- Odostomia rotundata Carpenter, 1857
- Odostomia rubra Pease, 1868
- Odostomia ryalea Bartsch, 1927
- Odostomia salinasensis Bartsch, 1928
- Odostomia sanctorum Dall & Bartsch, 1909
- Odostomia sanetomoi Nomura, 1938
- Odostomia sanjuanensis Bartsch, 1920
- Odostomia santamariensis Bartsch, 1917
- Odostomia satura Carpenter, 1864
- Odostomia scalariformis Carpenter, 1857
- Odostomia scalarina Gould, 1861
- Odostomia scalina A. Adams, 1860
- Odostomia schrami van Aartsen, Gittenberger E. & Goud, 1998
- Odostomia septentrionalis Dall & Bartsch, 1909
- Odostomia setoutiensis Nomura, 1939
- Odostomia sherriffi Hutton, 1882 †
- Odostomia shimosensis Yokoyama, 1922
- Odostomia silesui Nofroni, 1988
- Odostomia sillana Dall & Bartsch, 1909
- Odostomia siogamensis Nomura, 1936
- Odostomia sitiroi Nomura, 1937
- Odostomia sitkaensis Clessin, 1900
- Odostomia skidegatensis Bartsch, 1912
- Odostomia solidula C. B. Adams, 1850
- Odostomia soluta Gould, 1861
- Odostomia sordida (Lea, 1842)
- Odostomia sorenseni A. M. Strong, 1949
- Odostomia sorianoi Peñas & Rolán, 2006
- Odostomia sperabilis Hedley, 1909
- Odostomia spreadboroughi Dall & Bartsch, 1910
- Odostomia stearnsiella Pilsbry, 1918
- Odostomia stephensae Dall & Bartsch, 1909
- Odostomia striata (A. E. Verrill, 1880)
- Odostomia stricta Laseron, 1951
- Odostomia stricta Laseron, 1959
- Odostomia striolata Forbes & Hanley, 1850
- Odostomia strongi Bartsch, 1927
- Odostomia subdiaphana A. Adams, 1860
- Odostomia subglobosa Bartsch, 1912
- Odostomia sublimpida Yokoyama, 1920
- Odostomia sublirulata Carpenter, 1857
- Odostomia suboblonga Jeffreys, 1884
- Odostomia suboxia Yokoyama, 1920
- Odostomia suboxioides Nomura, 1936
- Odostomia subturrita Dall & Bartsch, 1909
- Odostomia suezakiensis Nomura, 1936
- Odostomia sulcosa (Mighels, 1843)
- Odostomia suprasulcata Peñas & Rolán, 1999
- Odostomia swetti A. M. Strong & Hertlein, 1939
- Odostomia syrnoloides Melvill, 1896
- Odostomia tacomaensis Dall & Bartsch, 1907
- Odostomia takapunaensis Suter, 1908
- Odostomia talama Dall & Bartsch, 1909
- Odostomia talpa Dall & Bartsch, 1909
- Odostomia tanegasimana Nomura, 1939
- Odostomia taravali Bartsch, 1917
- Odostomia taumakiensis Suter, 1908
- Odostomia tehuantepeeana Hertlein & A. M. Strong, 1951
- Odostomia telescopium Carpenter, 1857
- Odostomia tenuis Carpenter, 1857
- Odostomia tenuisculpta Carpenter, 1864
- Odostomia terebellum (C. B. Adams, 1852)
- Odostomia terissa Pilsbry & H. N. Lowe, 1932
- Odostomia terrieula Dall & Bartsch in Arnold, 1903
- Odostomia testiculus Peñas & Rolán, 1999
- Odostomia thalia Bartsch, 1912
- Odostomia thea Bartsch, 1912
- Odostomia tomacula (Laseron, 1951)
- Odostomia tomlini W. H. Turton, 1933
- Odostomia torrita Dall & Bartsch, 1909
- Odostomia trachis Dall & Bartsch, 1909
- Odostomia translucens (Strebel, 1908)
- Odostomia tremperi Bartsch, 1927
- Odostomia trimariana Pilsbry & H. N. Lowe, 1932
- Odostomia tritestata Nomura, 1937
- Odostomia tropidita Dall & Bartsch, 1909
- Odostomia tumerea Laseron, 1951
- Odostomia turgida Sars G. O., 1878
- Odostomia turneri Laws, 1939
- Odostomia turricula Dall & Bartsch in Arnold, 1903
- Odostomia turriculata Monterosato, 1869
- Odostomia turrita Hanley, 1844
- Odostomia tyleri Dall & Bartsch, 1909
- Odostomia umbilicaris (Malm, 1863)
- Odostomia umbilicatissima Peñas & Rolán, 1999
- Odostomia unalaskensis Dall & Bartsch, 1909
- Odostomia unidens (Requien, 1848)
- Odostomia unidentata (Montagu, 1803)
- Odostomia vaga Laws, 1939
- Odostomia valdezi Dall & Bartsch, 1907
- Odostomia valeroi Bartsch, 1917
- Odostomia vancouverensis Dall & Bartsch, 1910
- Odostomia ventricosa A. Adams, 1860
- Odostomia vera Moreno, Peñas & Rolán, 2003 †
- Odostomia verhoeveni van Aartsen, Gittenberger & Goud, 1998
- Odostomia vestalis Murdoch, 1905
- Odostomia victoriae Gatliff & Gabriel, 1911
- Odostomia vira Bartsch, 1926
- Odostomia virginalis Dall & Bartsch, 1909
- Odostomia virginica Henderson & Bartsch, 1914
- Odostomia vitrea A. Adams, 1860
- Odostomia vitrea Garrett, 1873
- Odostomia vixornata (Marwick, 1931) †
- Odostomia vizcainoana Baker, Hanna & A. M. Strong, 1928
- Odostomia waihaoensis Maxwell, 1992 †
- Odostomia waipaoa (Marwick, 1931) †
- Odostomia waitakiensis Laws, 1939 †
- Odostomia wareni (Schander, 1994)
- Odostomia washingtonia Bartsch, 1920
- Odostomia whangaparaoa Grant-Mackie & Chapman-Smith, 1971 †
- Odostomia whitei Bartsch, 1927
- Odostomia willetti Bartsch, 1917
- Odostomia winkleyi Bartsch, 1909
- Odostomia woodhridgei Hertlein & A. M. Strong, 1951
- Odostomia yokoyamai Nomura, 1936
- Odostomia youngi Dall & Bartsch, 1910
- Odostomia yuigahamana Nomura, 1938
- Odostomia zamia Nomura, 1937
- Odostomia zannii Peñas & Rolán, 1999
- Odostomia zecorpulenta Laws, 1939 †
- Odostomia zeteki Bartsch, 1918
- Odostomia ziziphina Carpenter, 1857

Noms en synonymie
- Odostomia (Miralda) A. Adams, 1863, un synonyme de Miralda A. Adams, 1863
  - Odostomia (Miralda) aepynota Dall & Bartsch, 1909, un synonyme de Ividia aepynota (Dall & Bartsch, 1909)
  - Odostomia (Miralda) agana Bartsch, 1915, un synonyme de Miralda agana (Bartsch, 1915)
  - Odostomia (Miralda) havanensis Pilsbry & Aguayo, 1933, un synonyme de Ividia havanensis (Pilsbry & Aguayo, 1933)
  - Odostomia (Miralda) rhizophorae Hertlein & A. M. Strong, 1951, un synonyme de Ividella rhizophorae (Hertlein & A. M. Strong, 1951)
  - Odostomia (Miralda) terebellum (C. B. Adams, 1852), un synonyme de Odostomia terebellum (C. B. Adams, 1852)